# Kerava
Kerava (Zweeds: Kervo) is een gemeente en stad in de Finse provincie Zuid-Finland en in de Finse regio Uusimaa. De gemeente heeft een landoppervlakte van 30,63 km² en telt 37.676 inwoners (2022).

## Geboren in Kerava
- Olli Isoaho (1960), voetballer
- Marko Myyry (1967), voetballer
- Hanna-Maria Seppälä (1984), zwemster
- Jukka Raitala (1988), voetballer